# La Croix-aux-Mines
La Croix-aux-Mines – miejscowość i gmina we Francji, w regionie Grand Est, w departamencie Wogezy.
Według danych na rok 1990 gminę zamieszkiwało 569 osób, a gęstość zaludnienia wynosiła 34 osób/km² (wśród 2335 gmin Lotaryngii La Croix-aux-Mines plasuje się na 549. miejscu pod względem liczby ludności, natomiast pod względem powierzchni na miejscu 274.).